# دختر غازچران کنار چاه
دختر غازچران کنار چاه (آلمانی: Die Gänsehirtin am Brunnen) یکی از افسانه‌های آلمانی است که توسط برادران گریم گردآوری و در جایگاه شمارهٔ ۱۷۹ در نسخهٔ پنجم کتاب آن‌ها به‌نام «افسانه‌های کودکانه و خانوادگی» (KHM 179) منتشر شده است. این داستان در نظام رده‌بندی آرنه-تامپسون در دستهٔ ATU 923 با عنوان «عشق همچون نمک» جای دارد.

## خلاصه داستان
در کوهستان‌های دورافتاده، پیرزنی زندگی می‌کرد که غازها را پرورش می‌داد. روزی، او در حالی که باری سنگین از علوفه و میوه‌های جنگلی بر دوش داشت، با جوانی از خاندان اشراف روبه‌رو شد. او با مهارتی عجیب، جوان را متقاعد کرد که بارش را تا کلبه‌اش حمل کند. جوان که گمان می‌کرد کار آسانی پیش رو دارد، خیلی زود از این کار خسته شد، اما پیرزن اجازه نداد که استراحت کند و حتی خود بر بار نشست و با شاخه‌های گزنه به پاهای او ضربه می‌زد.
هنگامی که به کلبه رسیدند، در آنجا دختری زشت‌رو که غازها را می‌چراند، به استقبالشان آمد. پیرزن بلافاصله مانع هرگونه گفت‌وگویی میان آن دو شد و با لحنی هشدارآمیز گفت: «مبادا که عاشق او شوی!» سپس به نشانهٔ سپاس، جعبه‌ای سبز از جنس زمرد به جوان داد و او را بدرود گفت.
جوان سه روز در جنگل سرگردان بود تا آنکه به شهری بزرگ رسید. هنگامی که جعبهٔ زمردی را به پادشاه و ملکهٔ آنجا نشان داد، ملکه به محض دیدن آن بیهوش شد و نگهبانان، جوان را به زندان انداختند. اما پس از به هوش آمدن، ملکه خواست با جوان سخن بگوید. او فاش کرد که روزی، دختر کوچک و محبوب‌شان را تبعید کرده‌اند؛ دختری که هنگام گریه کردن، اشک‌هایش به مروارید و جواهر بدل می‌شد.
روزی پادشاه از سه دخترش پرسید که او را چقدر دوست دارند. دختر کوچک پاسخ داد: «همان‌قدر که نمک را دوست دارم.» پادشاه این پاسخ را بی‌احترامی دانست، قلمرو خود را میان دو دختر بزرگتر تقسیم کرد و دختر کوچک را با کیسه‌ای نمک تبعید کرد. با این حال، بعدها پادشاه از کار خود پشیمان شد، ولی اثری از دختر نیافت.
ملکه گفت که جواهری درون جعبه، همانند اشک‌های دخترشان است. شاه و ملکه تصمیم گرفتند با آن پیرزن مرموز ملاقات کنند.
از سوی دیگر، آن دختر زشت‌رو هر شب، در نور مهتاب به کنار چاهی در دل کوه می‌رفت، پوست زشت خود را از صورت جدا می‌کرد و خود را در آب چاه می‌شست. در آن لحظات، چهره‌ای زیبا و اندوهگین از او نمایان می‌شد، اما با محو شدن مهتاب، دوباره به هیئت زشت‌اش بازمی‌گشت.
شبی که او غسل می‌کرد، اشراف‌زاده که از دیگران جدا افتاده بود، او را دید و شگفت‌زده از زیبایی‌اش شد. او به‌دنبال دختر رفت و دوباره به کلبه رسید. همزمان شاه و ملکه نیز به آنجا آمدند.
پیرزن آن‌ها را استقبال کرد و گفت: «اگر آن زمان که دخترتان را راندید چنین بی‌انصاف نبودید، اکنون نیازی به این سفر نبود.» سپس دختر را صدا زد تا از اتاق بیرون بیاید. پادشاه، ملکه و دختر گمشده با اشک و شادی در آغوش یکدیگر افتادند.
در یک چشم به‌هم‌زدن، پیرزن ناپدید شد و کلبه به قصری باشکوه تبدیل شد. شاهزاده و دختر پادشاه با هم ازدواج کردند و زندگی شاد خود را در همان قصر ادامه دادند.

## در فرهنگ عامه

### تلویزیون
- این افسانه در سال ۱۹۷۹ توسط شبکه تلویزیونی آلمان شرقی به فیلمی تلویزیونی تبدیل شد.
- همچنین نسخه‌ای از این داستان با عنوان "دو شاهزاده‌خانم" در سریال کارتونی سیمسالا گریم پخش شده است. البته در این نسخه، عامل تبعید دختر، نامادری‌اش است و نه پدرش.

### موسیقی
- در سال ۲۰۱۵، نمایش موزیکال آلمانی با الهام از این داستان با نام Gans oder gar nicht! در والدبونه کلوسر اوسده در گئورگسمارینهوته به اجرا درآمد.[۳]

## تحلیل و تفسیر
درون‌مایه اصلی این داستان، عشق واقعی اما نادیده‌گرفته‌شده است. دختر پادشاه، پدرش را مانند نمک دوست دارد؛ چیزی که ساده و بی‌ارزش به‌نظر می‌رسد، اما در واقع برای زندگی ضروری است. همچون نمک، عشق او نیز صادقانه و بی‌تظاهر است.
گریه‌ای که مروارید تولید می‌کند، نشان‌دهندهٔ زیبایی نهفته در اندوه و فداکاری است. چاه، به عنوان نماد ناخودآگاه و ژرفای درونی، و غسل شبانه، کنایه‌ای از پالایش روحی و بازگشت به خودِ واقعی است.
پیرزن، برخلاف ظاهر عجیب و رفتار عجیبش، درواقع نوعی راهنما و شخصیت جادویی است که نقش واسطه میان جهان‌های انسانی و اسرارآمیز را دارد.

## نسخه‌های مشابه
این افسانه نسخه‌ای از افسانه‌های رایج با مضمون "عشق همچون نمک" است که در کشورهای مختلفی روایت شده‌اند، از جمله:
- نمک از طلا گران‌تر است - افسانه‌ای اسلواک
- شنل نی (Cap O' Rushes) - انگلستان
- شاه لیر – ویلیام شکسپیر
- دختر چوپان دانا – در افسانه‌های گریم
- شاهزاده‌خانم پوست‌موشی – از نسخه‌های اولیهٔ گریم

## فیلم
- دختر غازچران کنار چاه (۱۹۷۹) – تولید آلمان شرقی
- شاهزاده نمک (۱۹۸۳) – تولید چک و آلمان
- سیمسالا گریم (۱۹۹۹) – فصل دوم، قسمت یازدهم
- شاهزاده‌خانم غاز (۲۰۲۲) – قسمت ۵۴ از مجموعهٔ شش در یک ضرب